# 卡哈尔陨石坑

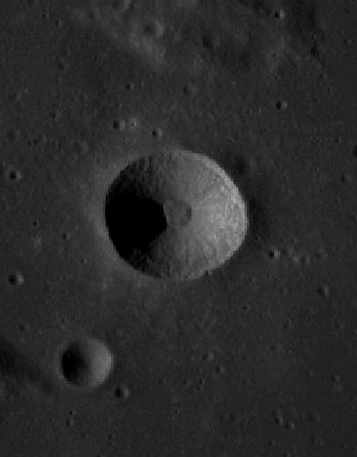
月球勘测轨道飞行器拍摄的图像

卡哈尔陨石坑（Cajal）是位于月球正面静海北部的一座小撞击坑，其名称取自西班牙医生暨组织学家，现代神经科学奠基人之一，1906年诺贝尔生理学或医学奖得主圣地亚哥·拉蒙-卡哈尔（1852年-1934年），1973年被国际天文学联合会正式接受。

## 描述
该陨坑西北靠近被熔岩淹没的扬松陨石坑、北面和东北分别毗邻维特鲁威陨石坑及加德纳陨石坑、圆碗状的辛纳斯陨石坑和扭曲的卡雷尔陨石坑则位于它的南面和西南。卡哈尔陨石坑西南蜿蜒着弧状的扬松月溪、北面横亘着绵延的巴洛山脊、爱湾坐落在它的东北、东南偏东则分布了柯西月溪和柯西峭壁。该陨坑中心月面坐标为12°35′N 31°05′E / 12.59°N 31.08°E，直径8.57公里，深约1.426公里。
卡哈尔陨石坑外观呈圆杯状，带有一个平坦的小坑底，几乎未受到撞击侵蚀，坑壁边沿尖峭、内侧壁较为平整。坑壁最大高出周边地形320米，内部容积约25.18立方千米。形态特征隶属于BIO 型（以该类陨石坑的典型代表—毕奥陨石坑所命名）。
在1973年被国际天文学联合会正式命名前，该陨坑曾被称作卫星坑扬松 F（所谓的卫星坑标记法：以所靠近的主坑名+字母来命名）。

## 另请参阅
- Andersson, L. E.; Whitaker, E. A. . NASA RP-1097. 1982.
- Blue, Jennifer. . USGS. July 25, 2007  [2007-08-05]. （原始内容存档于2012-04-08）.
- Bussey, B.; Spudis, P. . New York: Cambridge University Press. 2004. ISBN 978-0-521-81528-4.
- Cocks, Elijah E.; Cocks, Josiah C. . Tudor Publishers. 1995. ISBN 978-0-936389-27-1.
- McDowell, Jonathan. . Jonathan's Space Report. July 15, 2007  [2007-10-24]. （原始内容存档于2012-05-26）.
- Menzel, D. H.; Minnaert, M.; Levin, B.; Dollfus, A.; Bell, B. . Space Science Reviews. 1971, 12 (2): 136–186. Bibcode:1971SSRv...12..136M. doi:10.1007/BF00171763.
- Moore, Patrick. . Sterling Publishing Co. 2001. ISBN 978-0-304-35469-6.
- Price, Fred W. . Cambridge University Press. 1988. ISBN 978-0-521-33500-3.
- Rükl, Antonín. . Kalmbach Books. 1990. ISBN 978-0-913135-17-4.
- Webb, Rev. T. W.  6th revised. Dover. 1962. ISBN 978-0-486-20917-3.
- Whitaker, Ewen A. . Cambridge University Press. 1999. ISBN 978-0-521-62248-6.
- Wlasuk, Peter T. . Springer. 2000. ISBN 978-1-85233-193-1.